# Height of the Rockies Park
Height of the Rockies Park är en park i Kanada.   Den ligger i provinsen British Columbia, i den södra delen av landet, 3 000 km väster om huvudstaden Ottawa. Height of the Rockies Park ligger 2 454 meter över havet.
Terrängen runt Height of the Rockies Park är bergig åt sydväst, men åt nordost är den kuperad. Trakten runt Height of the Rockies Park är nära nog obefolkad, med mindre än två invånare per kvadratkilometer.. Det finns inga samhällen i närheten. 
Trakten runt Height of the Rockies Park består i huvudsak av gräsmarker.